# John Cutler
John Cutler, född den 8 juni 1962 i Manchester, är en nyzeeländsk seglare.
Han tog OS-brons i finnjolle i samband med de olympiska seglingstävlingarna 1988 i Seoul.